# وست ونتاچی (واشینگتن)
وست ونتاچی (به انگلیسی: West Wenatchee) یک منطقهٔ مسکونی در ایالات متحده آمریکا است که در شهرستان چیلان، واشینگتن واقع شده‌است. وست ونتاچی ۱۰٫۷ کیلومتر مربع مساحت و ۱٬۶۸۱ نفر جمعیت دارد و ۲۷۱ متر بالاتر از سطح دریا واقع شده‌است.